# (3466) Ritina
(3466) Ritina es un asteroide perteneciente al cinturón de asteroides, descubierto el 6 de marzo de 1975 por Nikolái Stepánovich Chernyj desde el Observatorio Astrofísico de Crimea (República de Crimea).

## Designación y nombre
Designado provisionalmente como  975 EA6. Fue nombrado Ritina en honor a la hija del descubridor, llamada cariñosamente Ritina, diminutivo de Margarita.